# کوروستیشیف
کوروستیشیف (به روسی: Коростишів) شهری در استان ژیتومیر در کشور اوکراین واقع شده‌است. جمعیت این شهر ۲۴,۴۹۰ نفر (۲۰۲۱ تخمینی)است.